# 津野定勝
津野 定勝（つの さだかつ、1521年?  - 1616年? ）は、土佐国高岡郡一帯を支配する、土佐七大豪族のひとつの領主である。父、基高の時代より一条氏の配下となる。妻は土佐中村の一条家の娘。一条兼定の娘という記述もあるが、生存年代等から、兼定の叔母であるという説が有力である。息子は勝興。

## 解説
津野領地に迫った長宗我部氏との対立時に、妻の実家である一条方に与するという主張で家臣と対立。家臣により伊予に追放される。その後、長宗我部地検帳により、津野本荘の近隣でもある多ノ郷村に「御座」として記録されており、余生は多ノ郷村で暮らしたと考えられている。尚、息子勝興も最初は長宗我部氏に与したが、その後対立するも敗れる。勝興は敗北後、長宗我部氏に恭順して、養子として「津野親忠（長宗我部元親の三男）」を迎えることとなる。
墓所は高岡郡梼原町松谷にある。また、息子の勝興も近くの梼原町上西ノ川の奥にある。